# پاوه
پاوه شهری واقع در شمال غربی استان کرمانشاه و غرب کشور ایران است. همچنین مرکز شهرستان پاوه می باشد. 
این شهر مرکز منطقه اورامانات یعنی ژاوه‌رود، هورامان تخت و لهون(پاوه) است که از دیرباز این منطقه محل سکونت انسان ها بوده و هست. این شهر از شهر سنندج و اردلان ها قدمت بیشتری دارد و طبق گفته های هوش مصنوعی ChatGPT از ۱۰ هزار سال پیش پاوه منطقه سکونتی انسان ها بوده است. 
پاوه در 608کیلومتری غرب جنوبی تهران و ۱۰۴ کیلومتری شمال غربی کرمانشاه، سر راه کرمانشاه به قرار دارد.
پاوه با قدمت چهار هزار سال مرکز ناحیه اورامانات در استان کرمانشاه و استان کردستان می باشد. ناحیه اورامانات شامل ۴ شهرستان پاوه، جوانرود، روانسر و ثلاث باباجانی است که در گذشته همه این ۴ شهر جزئی از شهرستان پاوه بودند.
زبان اصلی مردم این شهر هورامی می باشد اما در سال های اخیر با مهاجرت مردم مناطق اطراف به این شهر زبان کردی جافی نیز تقریبا به صورت برابر با هورامی مورد استفاده قرار میگیرد. البته زبان رسمی این شهر نیز مانند دیگر شهرهای ایران زبان فارسی است.
فرمانداری پاوه در سال ۱۳۳۷ همزمان با فرمانداری شهر همدان توسط محمدرضا شاه پهلوی تأسیس شد.
پاوه از شهرهای زیبای استان کرمانشاه است که به اورامانات معروف بوده، مردمش از نژاد اصیل آریایی هستند و به واسطه موقع خاص جغرافیایی مردمی سلح‌شور از این منطقه برخاسته‌ا‌ند.
پاوه به زیبایی بی وصف طبیعت و سطح فرهنگ بالای مردمانش شهره است.
شهر پاوه را همچنین دومین شهر بدون گدای ایران بعد از تبریز نیز نامگذاری کرده اند و این شهر هم جزو شهرهایی است که چراغ قرمز ندارد و اینها از دیگر ویژگی های این شهر کهن در دل زاگرس است.
در سال های اخیر با ثبت جهانی شدن منطقه اورمانات شهرستان پاوه یکی از قطب های گردشگری در غرب کشور شده است که سالانه تعداد زیادی گردشگر را به خود جذب میکند.
شهرستان پاوه یا هورامان لهون شامل شهر ها و روستا هایی چون: نودشه، نوسود، باینگان، بانه‌وره، دشه، زردویی، هانه‌گرمله، نوریاب، نجار، دوریسان، هجیج، خانقاه(خانگاه)، شمشیر، داریان، ورا، دودان، شرکان، هیروی، گلال، چورژی، دره‌بیان، سریاس، شهر‌شاهو، میوان، شبانکاره، قوری‌قلعه، ساتیاری، قلاجی، بانی‌لوان، دریاب، دره‌هجیج(هجیجیان، هجیج کوچک)، زبار، دزآور، شوشمی، کیمنه، شیخان، زلته و... می‌باشد و اینها تنها بخشی از شهرستان پاوه یا هورامان لهون بودند.

## علت نامگذاری
گفته شده که نام پاوه از نام سردار معروف یزدگرد سوم به همین نام گرفته شده‌ که در برابر حملۀ اعراب مسلمان مقاومت کرده‌است.
عده‌ای بر این باورند که واژه پاوه به معنی پایدار و پابرجا یا آنجا یا سر پا (در گویش هورامی) است.

## جایگاه جغرافیایی
شهر پاوه در ۲۱°۴۶ طول جغرافیایی وَ ۰۳°۳۵ عرض جغرافیایی و ارتفاع ۱۵۴۰ متری از سطح دریا واقع شده‌است.
این شهر در ۱۱۲ کیلومتری کرمانشاه ، ۴۵ کیلومتری پایانه مسافری مرز شوشمی و در ۵۶۶ کیلومتری تهران قرار دارد.
شهر پاوه در کنار دره‌های سرسبز قد برافراشته و رود پاوه رود که از جنوب شهر می‌گذرد قرار دارد. آب و هوای منطقه نسبتاً سرد و مایل به معتدل  و مرطوب است.
      

## وضعیت طبیعی و آب و هوا
پاوه منطقه‌ایی است در کنار کوهستان اورامانات در میان دو کوه «شاهو» و «آتشگاه» واقع شده، دارای آب و هوای نسبتا سرد رو به معتدل و نیمه مرطوب است. پاوه و منطقه اطرافش دارای جنگل‌ها، مراتع سرسبز، باغات، چشمه‌ها، آبشارها و رودخانه‌های فراوان هستند.
آب شرب شهر پاوه از منابع آبی متعددی مانند چشمه‌ها و چاه‌های هانی کوان، سرکران، بیدمیری، هولی، بندره و ... تأمین می‌شود.
در منطقه کُردستانات، مهم‌ترین گسل‌های زلزله از جمله پاوه، پیرانشهر و مروارید وجود دارد و این مناطق همچنین در معرض حوادثی از قبیل زمین لغزش و سیل است.

### گیاهان
از جمله گل‌های وحشی منطقه می‌توان به: «سوره هراله»، «چنور»، «بوژانه»، «ورکه‌مر»، «شب بو»، «گل سوسن»، «برزه‌لنگ» اشاره کرد. گیاهان وحشی که برای طب یا به صورت خوراک از آنان استفاده می‌شود عبارتند از: «ریواس»، «سوره بنه»، «کنی‌وال»، «گزنه»، «گل گاو زبان»، «به‌ره‌زا»، «پیچک»« شنگی» و …. درخت‌ها و درخت چه‌های خودرو جنگل‌های پاوه: گلابی، بلوط، ون، تمشک و ….

## بافت شهری
سازه‌ها و منازل مسکونی در این شهر به گونه‌ای طراحی شده‌است که در بیش‌تر موارد پشت‌بام خانه‌ای که در ارتفاع کم‌تری از دامنه کوه ساخته شده‌است حیاط منزلی است که چند متر بالاتر ساخته شده‌است و به بافت روستای ماسوله در استان گیلان شباهت دارد. به همین دلیل در دهه‌های گذشته در تبلیغات گردشگری از پاوه با لقب «شهر هزار ماسوله» نام برده می‌شود.
پاوه در گذشته ۹ محله داشته که ساکنان اصلی شهر در این قسمت‌ها ساکن بوده‌اند و عبارتند از: «پشته»، «میرائاوا»، «شه خه لیان»، «سه ردی»، «قدیم شار»، «ئاسنگران»، «قلاخوان یا کلاخوان»، «فیض ئاوا»، «سواره یا زواره».

### خیابان‌ها
- خیابان ۲۶مرداد: این خیابان از ترمینال کرمانشاه شروع تا میدان مولوی امتداد دارد.
- خیابان مولوی: از میدان مولوی شروع و به میدان شهداء (فلکه فرمانداری) منتهی می‌شود.
- خیابان مرکزی –سراب هولی کمربندی گردشگری –آرامگاه امام غزالی امام خمینی رسالت تکیه دارد.
- پاوه یک شهر طولیست طول شهر پاوه که از چورژی تا نوریاب امتداد دارد حدود ۱۲ کیلومتر است. پاوه کلاً سه خیابان اصلی و چندین خیابان فرعی خیابانی که از ترمینال کرمانشاه به سمت شهر امتداد می‌یابد در جنب بیمارستان به دو شاخه تقسیم می‌شود شاخه‌ای به نام خیابان ۲۶ مرداد تا میدان مولوی وسپس با نام خیابان مولوی به فلکه فرمانداری (میدان شهداء) منتهی می‌شود؛ که البته در آنجا نیز انشعاباتی یافته وبه خیابان‌های صلاح الدین ایوبی، امام غزالی، مرکزی وآرامگاه منتهی می‌گردد.

### تکایا
در پاوه دو تکیه موجود می‌باشد: تکیه مرحوم حاج شیخ نصرالدین خالصی رهبر طریقت قادری و تکیه و خانقاه نقشبندی که مرکز تجمع دراویش حضرت شیخ حسام الدین نقشبندی است.

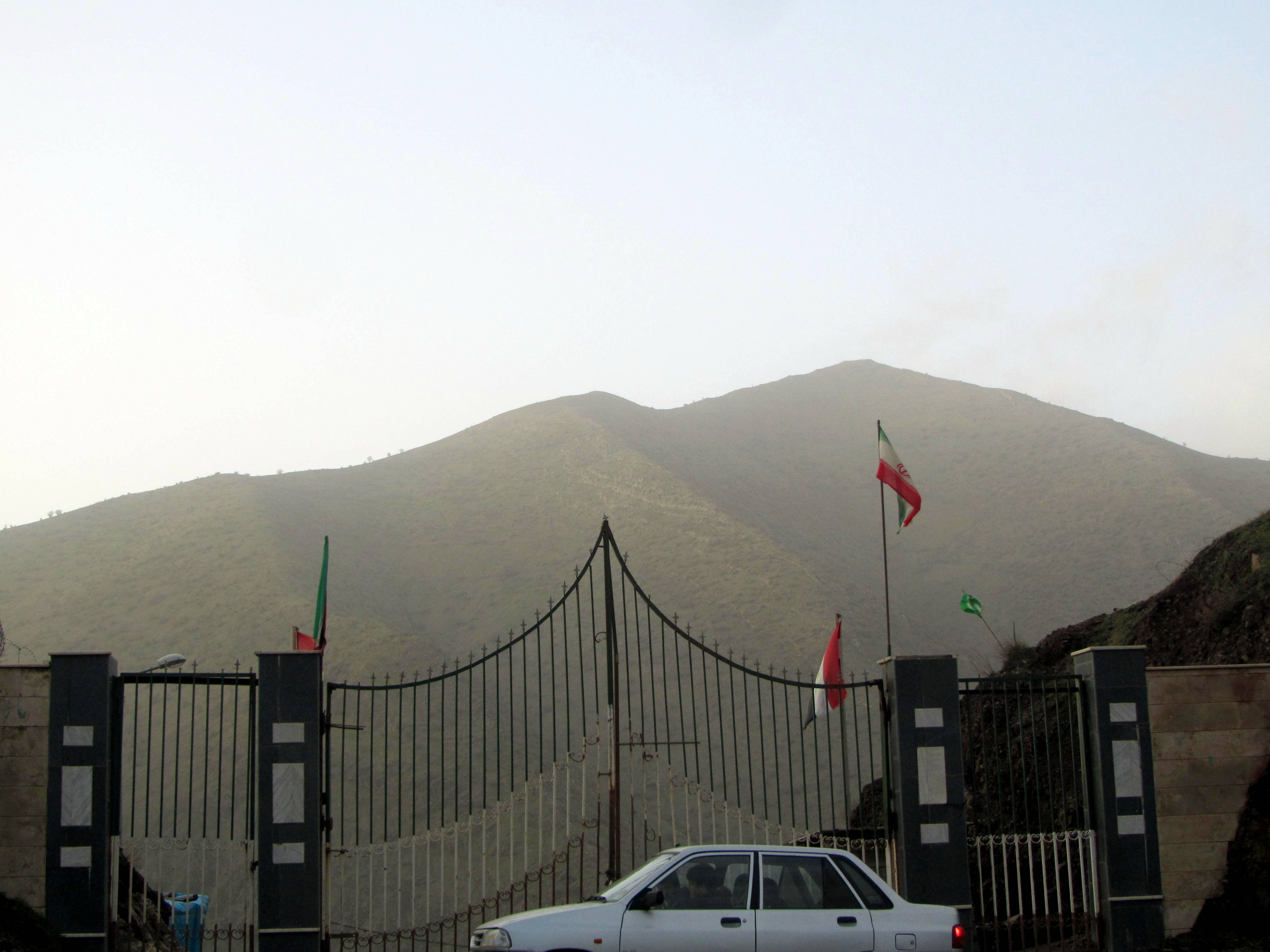
مرز شوشمی بین ایران و عراق در نزدیکی پاوه است.
این مرز حد فاصل بین شهرستان پاوه و استان حلبچه است.

## جمعیت‌شناسی‌

### زبان
زبان مردم پاوه، هورامی و کردی جافی است.
زبان گورانی در شهرستان بهشهر در شرق مازندران نیز توسط ایل تبعید‌شده عبدالملکی‌ مورد استفاده قرار می‌گیرد.
قاطبه‌ی مردم شهرستان بندر گز و یک چهارم مردم شهر گرگان در استان گلستان از تبار ایل تبعید‌شده عبدالملکی هستند که نیاکان آنها در شهرستان پاوه می‌زیسته‌اند.

### مذهب
مذهب رایج مردم شهرستان پاوه، سنی شافعی است. گوران های کندوله ، شیعه مذهب و گوران های منطقهٔ دالاهو و گهواره بر آیین یارسان یا اهل حق هستند.

### جمعیت
بر پایه سرشماری عمومی نفوس و مسکن در سال ۱۳۹۵ جمعیت این شهر ۲۵٬۷۷۱ نفر (۷٬۹۳۲ خانوار) بوده‌است.

## فرهنگ
طبق آمار رسمی بیشترین میزان با سوادی در استان کرمانشاه به شهرستان پاوه تعلق دارد.
موزه مردم‌شناسی پاوه تنها موزه در شهر پاوه است که از سال ۱۳۸۷ راه اندازی شده‌است. در این موزه پوشاک کُردی گوران منطقۀ‌ هورامان، معماری روستایی، ابزارآلات سنتی کشاورزی، آشپزی کردی، صنایع دستی، ماکت مردم در حال انجام کار، نساجی سنتی و نیز بخشی از دانش بومی باغداری در غرفه‌هایی جداگانه نگهداری می‌شود. این اشیاء و ماکت‌ها گویای بخشی از آداب و رسوم فرهنگی منطقۀ پاوه و هورامان در زمینۀ کشاورزی، نساجی، آشپزی و تولید ابزار کار است.

در شهر پاوه یک آمفی‌تاتر روباز به نام «شانو» برای اجرای نمایش‌های خیابانی وجود دارد که در پارک آزادگان واقع در بلوار جانبازان قرار دارد. ساخت این آمفی‌تئاتر از ۱۳۹۷ آغاز شد و در ۱۴۰۲ به بهره‌برداری رسید.

### مراسم سنتی اجتماعی- مراسم مذهبی
مراسم مذهبی مانند مراسم عرفانی و ذکر که در تکیه و خانقاه برگزار می‌شوند. مراسم سنت‌های اجتماعی مانند تولد نوزاد، عروسی و … به خصوص در روستاهای اطراف پاوه این مراسم به خوبی حفظ شده‌اند.

### پوشش
لباس سنتی مردان این منطقه که «چوخه و رانک» نامیده می‌شود، بسیار معروف است. که از کرک یک نوع بز شال‌هایی را می‌بافند و چوخه و رانک از آن  تهیه می‌شود. لباس زنان نیز می‌تواند مثل سایر شهرهای کردنشین، از نیم‌تنه‌ای مثل «سوخمه»، شلواری به نام «گوران، اورامی»، و پیراهنی به نام «کجی»، کت «که وا و پانتول» و کلاه «کلاو» تشکیل شده باشد.

## جاذبه‌های گردشگری
- کوهستان‌ها: مانند «شاهو»، «آتشگاه»، «کریسان»، ” سیمله”، ” ریاوکو و …
- چشمه‌ها و آبشارها: مانند «هانه کوان», «ئورینج”های “ویمیر»، «هانه برالو»، «هانه ساو» و برای آبشار می‌توان از «شلماو» نام برد.
- یخچال‌های طبیعی: مانند «پیازدول»، «میشیاو»
- جنگل‌ها: سراسر پاوه و هه ورامان پوشیده از جنگل‌های طبیعی با درخت‌هایی است که ارتباط نزدیکی با نوع تغذیه شهر و منطقه دارند. مانند ” مرخیل”

### مکان‌های دیدنی و تاریخی
- معماری و سکونت گاه‌های انسانی: خود شهر که بافت پلکانی دارد
- آرامگاه‌ها و مقبره‌ها: مانند آرامگاه کوسه هجیج، آرامگاه “سید محمد اصفهانی ”، زیارتگاه «پیرپرچن»
- اماکن متبرکه: مانند مسجد «حضرت عبدالله»، مسجد «خضر زنده»
- موزه‌ها: موزه مردم‌شناسی فرهنگی
- مکان‌های تاریخی: مانند مجسمه پیر میردوک که البته بر اثر فعالیت سودجویان این مجسمه تخریب شده و تنها مکان این مجسمه تاریخی، با نام پیر میردوک باقی‌مانده‌است.
- از مهم‌ترین بناهای تاریخی و جاهای دیدنی پاوه نیز می‌توان به «قلعه دژ» یا «قلعه لا دزی» باقی‌مانده از دوره ساسانی، «مسجد جامع پاوه»، «آتشگاه»، «آرامگاه سلطان اسحاق» در روستای شیخان و «آرامگاه سید عبیدالله» در روستای هجیج اشاره کرد.

## کشاورزی و دامداری
بیش‌تر مردم پاوه به علت داشتن آب و هوای مناسب، به کشاورزی و دام‌داری اشتغال دارند. محصولات کشاورزی شهرستان پاوه؛ گردو، آلوچه، روغن، پشم، میوه، توتون، بادام، انگور، انجیر، و سقز است. آب کشاورزی از چشمه (سراب هولی) و رود و آب آشامیدنی شهر از سراب هولی فراهم شده‌است.
هم‌چنین از محصولات صادراتی شهرستان پاوه می‌توان به گردو، بادام، انگور، انجیر، فراورده‌های دامی و… اشاره کرد.
مردم پاوه در گذشته باغدار و دامدار بوده‌اند. این دو حرفه امروزه از رونق خود افتاده‌اند و بخصوص قانون ارث تأثیر بسیاری در قطعه قطعه شدن باغ‌های شهر دارد. امروزه پاوه بیشتر یک شهر توریستی خدماتی می‌باشد.

## سوغاتی‌ها

### صنایع دستی
صنایع دستی این منطقه هم عبارتند از: گیوه دوزی، کلاه‌ دوزی، چوخا بافی، موج بافی، سجاده بافی و …. صنایع دستی: «چوخه و رانک  یا مه ره ز»، «کلاش»، «شال»، «فره نجی»، “هه لاوه”۴ ، کلاش (گیوه)، نمدمالی، گلیم و جاجیم‌ بافی، فرنجی‌سازی و فرش‌بافی میباشد.
معروفترین صنایع دستی این منطقه شامل «گیوه کشی»، «گیوه بافی»، «شال بافی»، «رشک بافی»، «سبد بافی»، «قالی‌بافی»، «پشم ریسی»، «موج بافی»، «سجاده بافی»، «جاجیم» و «خراصطاز» است.

### غذاها
«دوینه»، «که‌لانه»، «شه‌له‌مینه»، «خورشت هلو» و «خورشت خلال» از غذاهای مخصوص پاوه هستند. همچنین شیرینی‌های محلی توسط مردم پاوه تهیه می‌شود که «نیمه فیسی»، «گیته مژگه»، «شیلکینه»، «شکر له‌می» و «په‌شیه» از مهم‌ترین آن‌هاست.

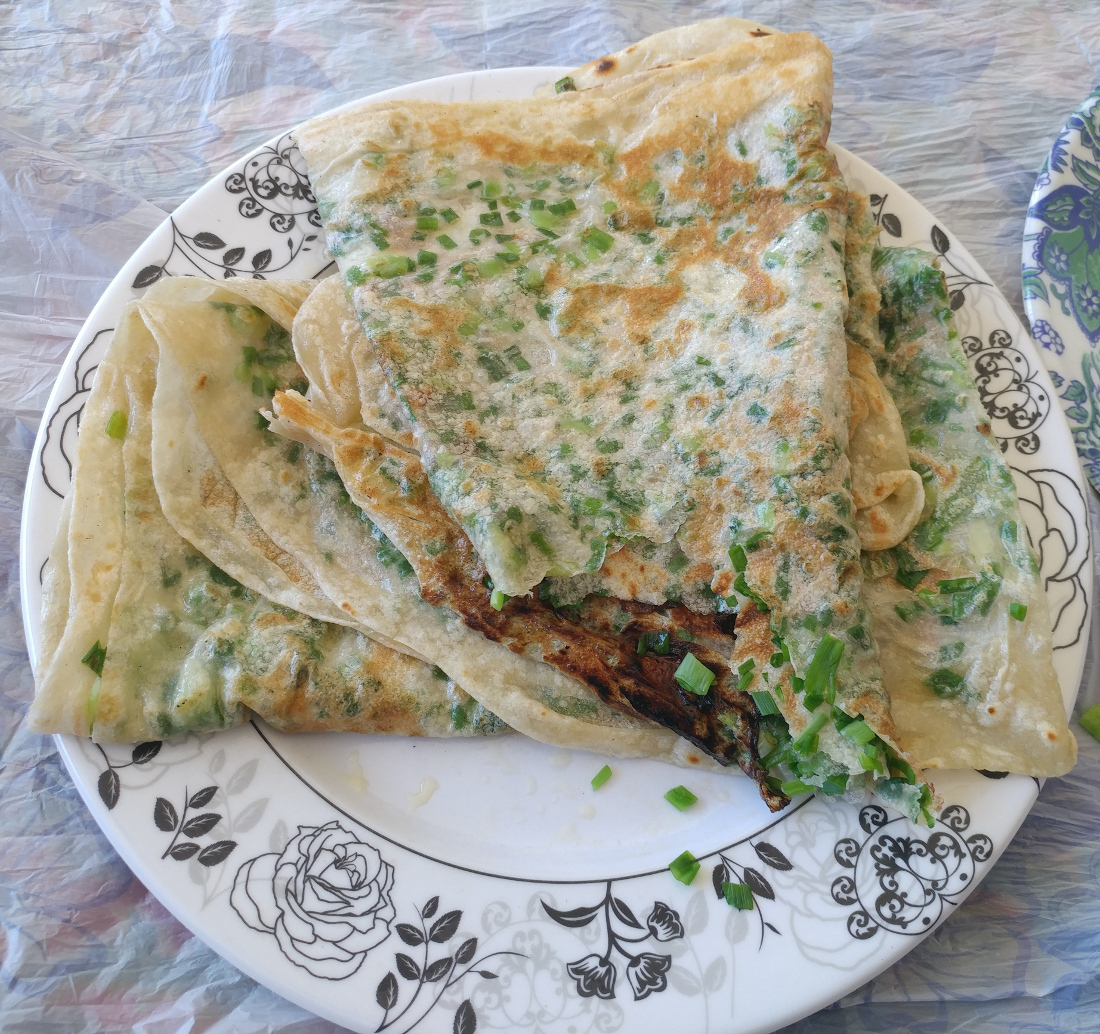
کلانه کردستان غذای معروف و قدیمی مناطق کردنشین

غذاهایی که مخصوص پاوه و هورامان اند: «دوینه»، «کلانه»، «شه له مین»، «خورشت هلو»، «خورشت خلال بادام» و …. شیرینی‌های محلی مثل «نیمه فیس»، «نوخورجانه» (کلوچه)، «گیته مژگه»، «شیلکینه»، «شکر له‌می»، «پشیه» و ….
کَلانه (به کردی: که‌لانه) یا کلانه کردستان یکی از غذاهای کردی است که بیشتر در پاوه درست می شود.

## مراکز علمی
- دانشگاه پیام نور
- دارالعلوم اسلامی نجار
- دانشگاه علمی کاربردی
- دانشکده سما

## نگارخانه

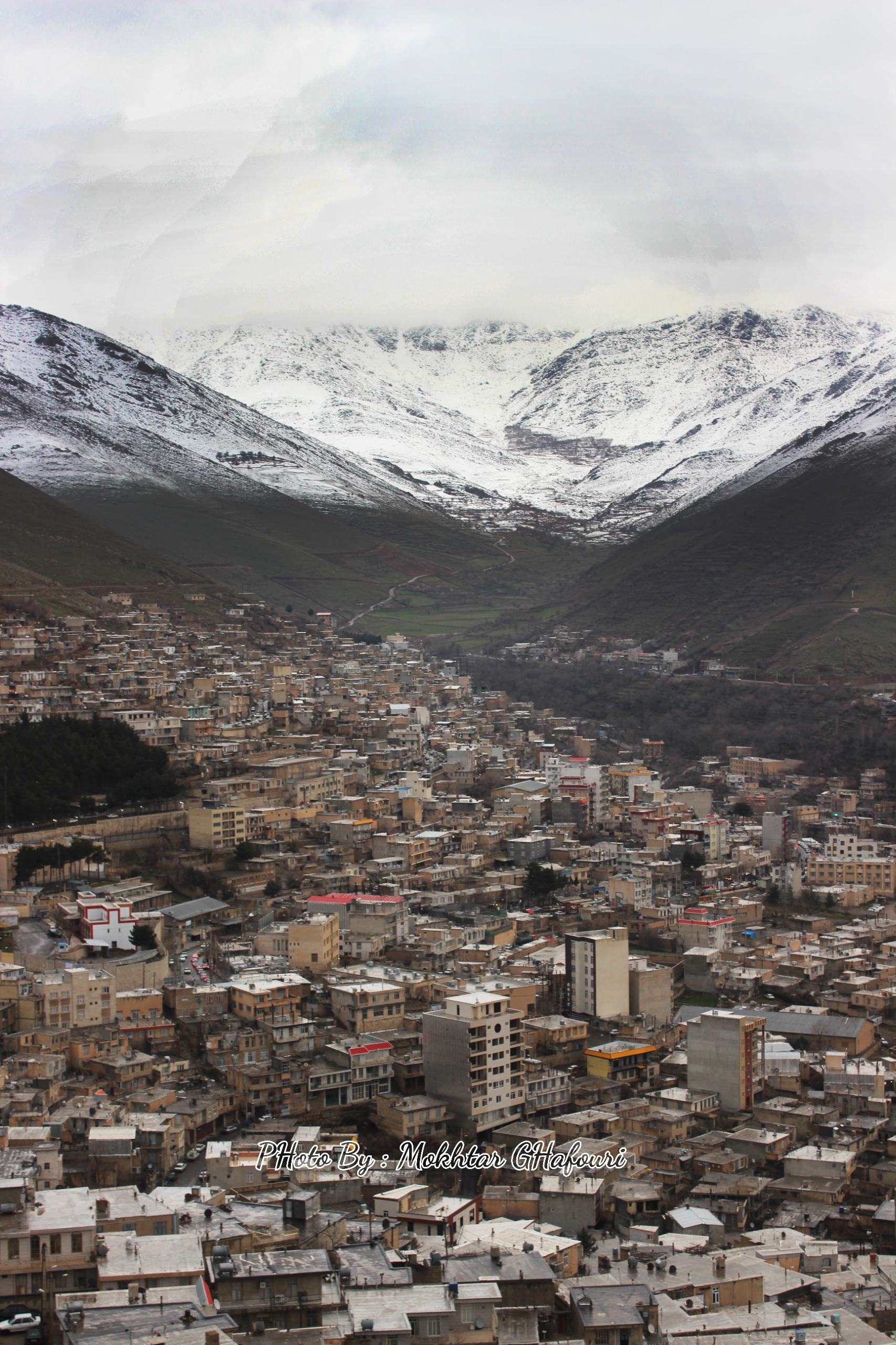
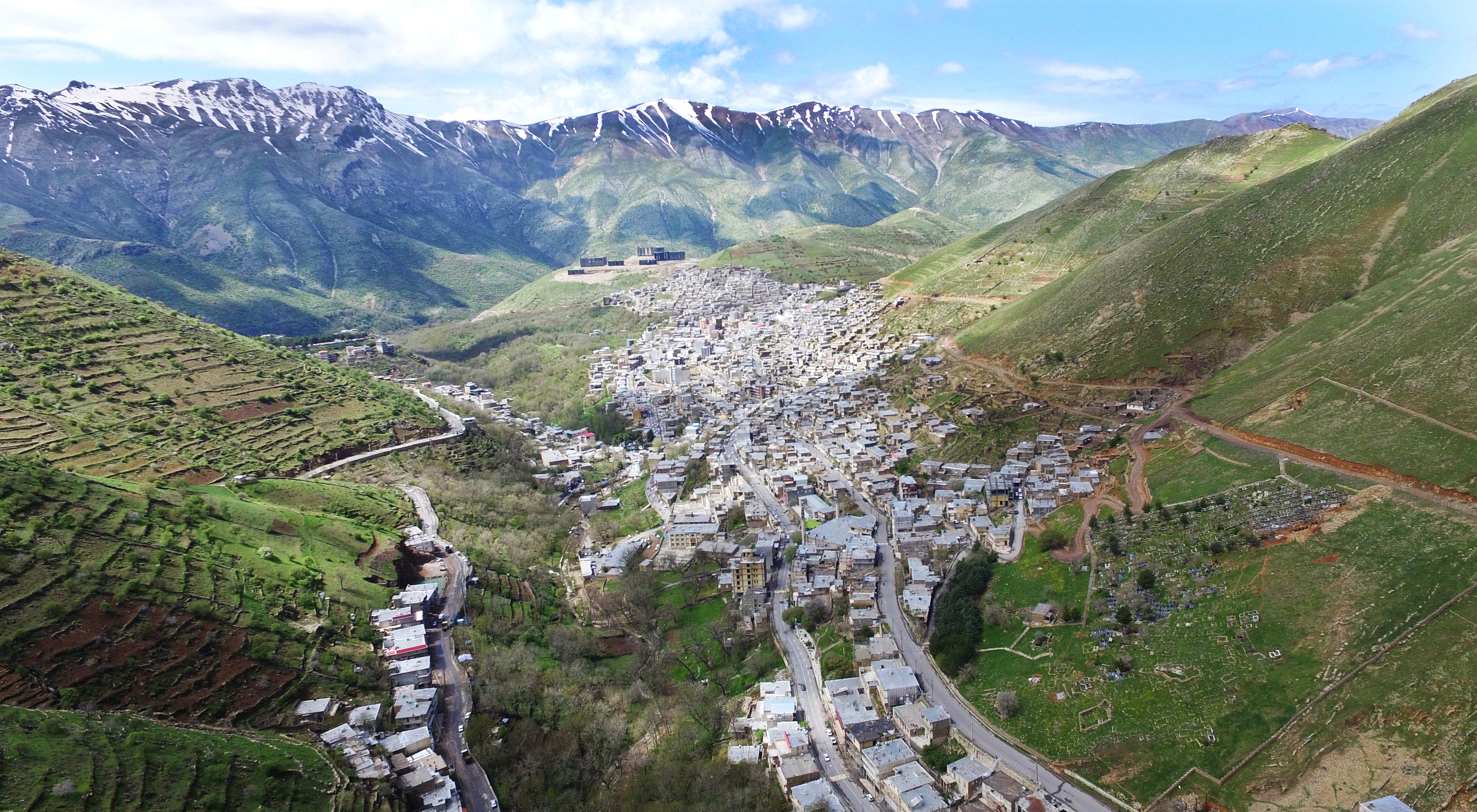
پاوه زیبا در اردیبهشت ماه
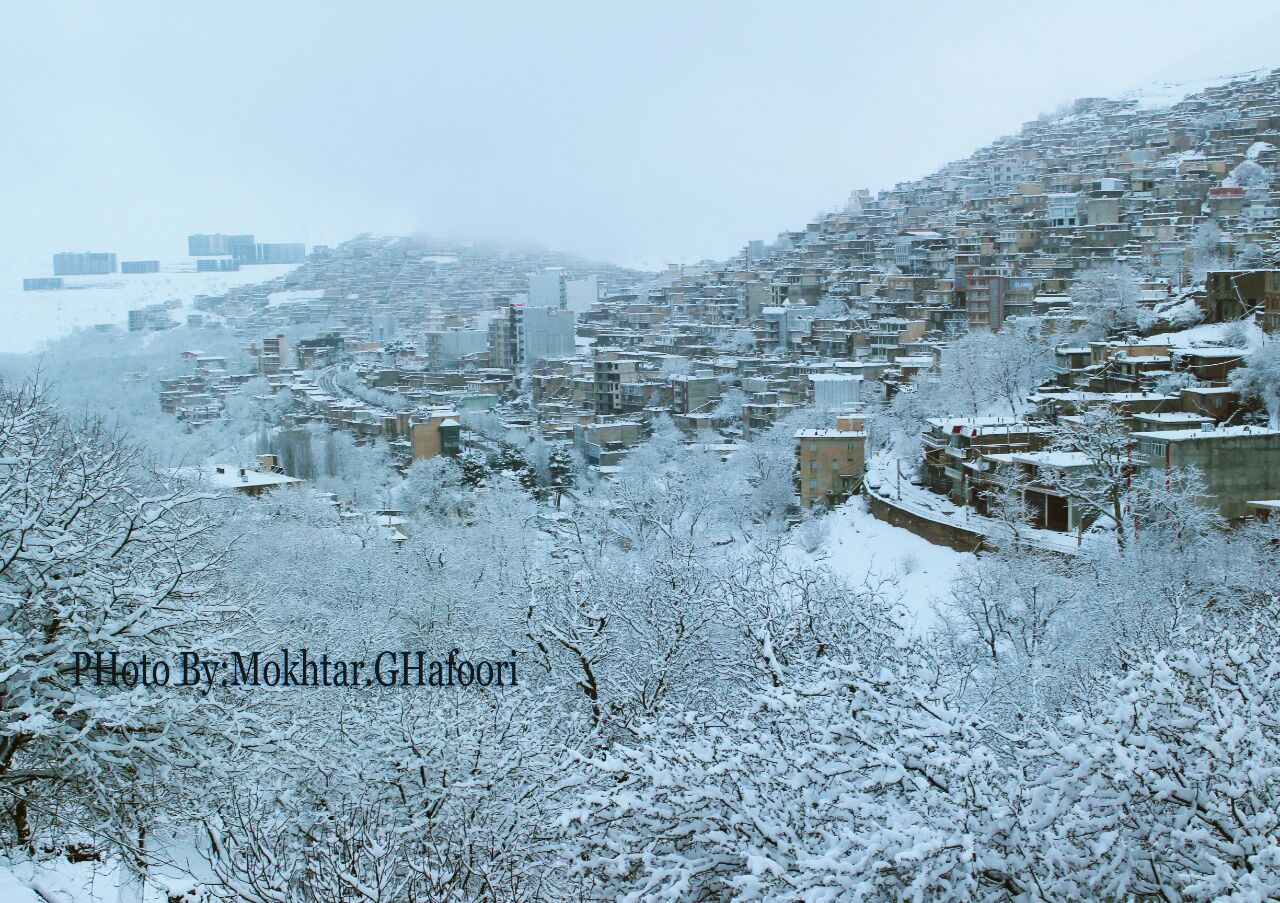
پاوه در بهمن ماه
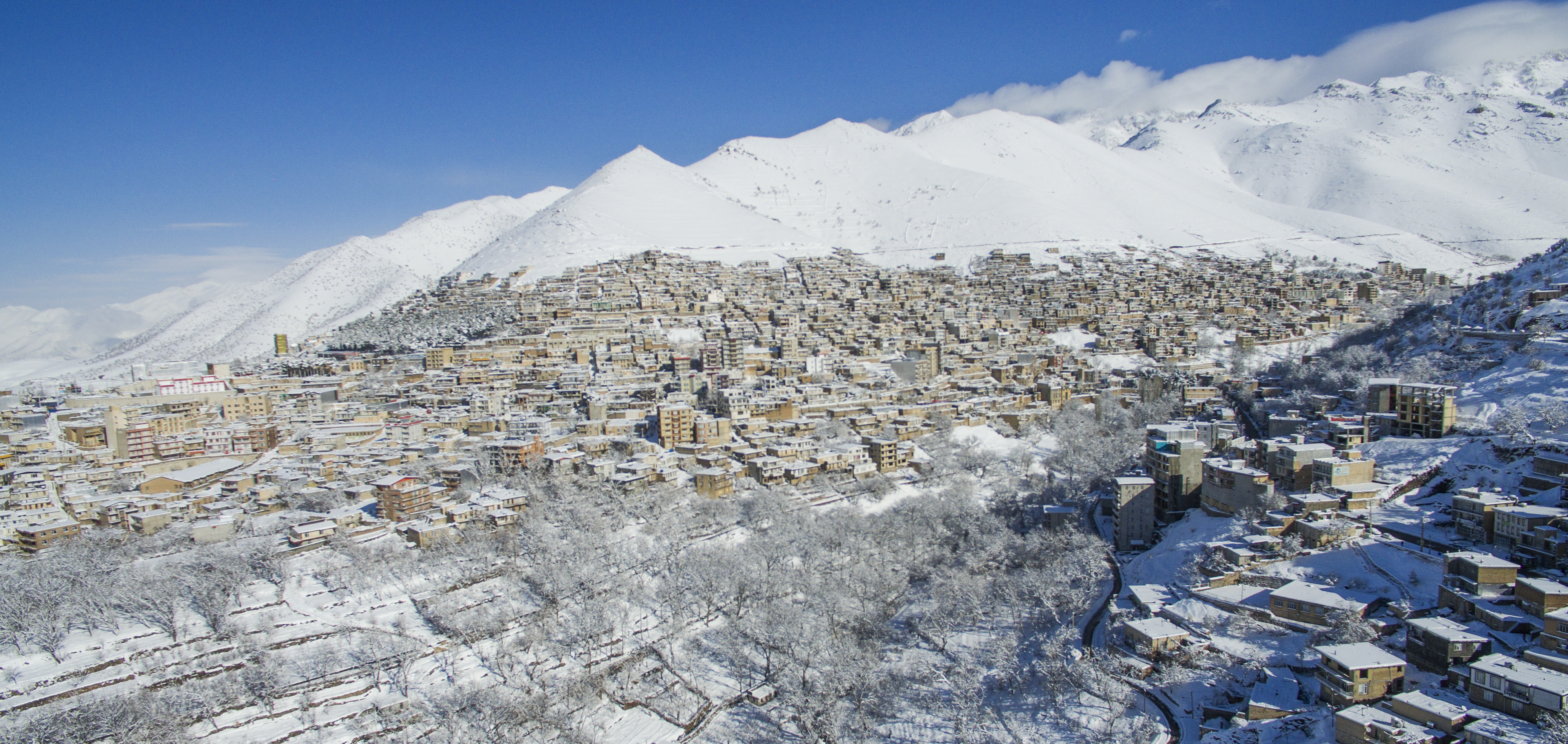
پاوه از نمایی دیگر، بهمن ماه
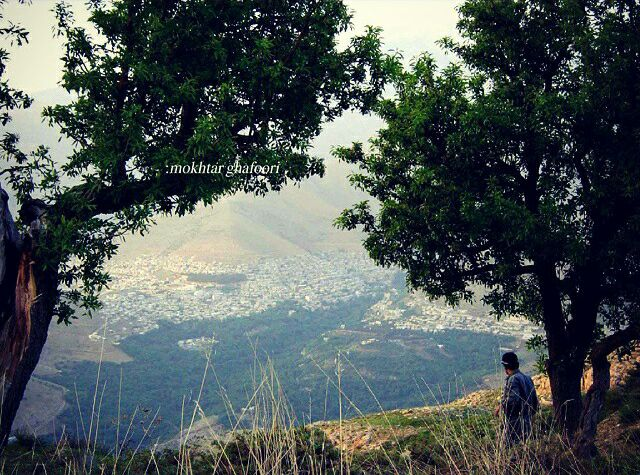
پاوه از نمای کوه آتشگاه
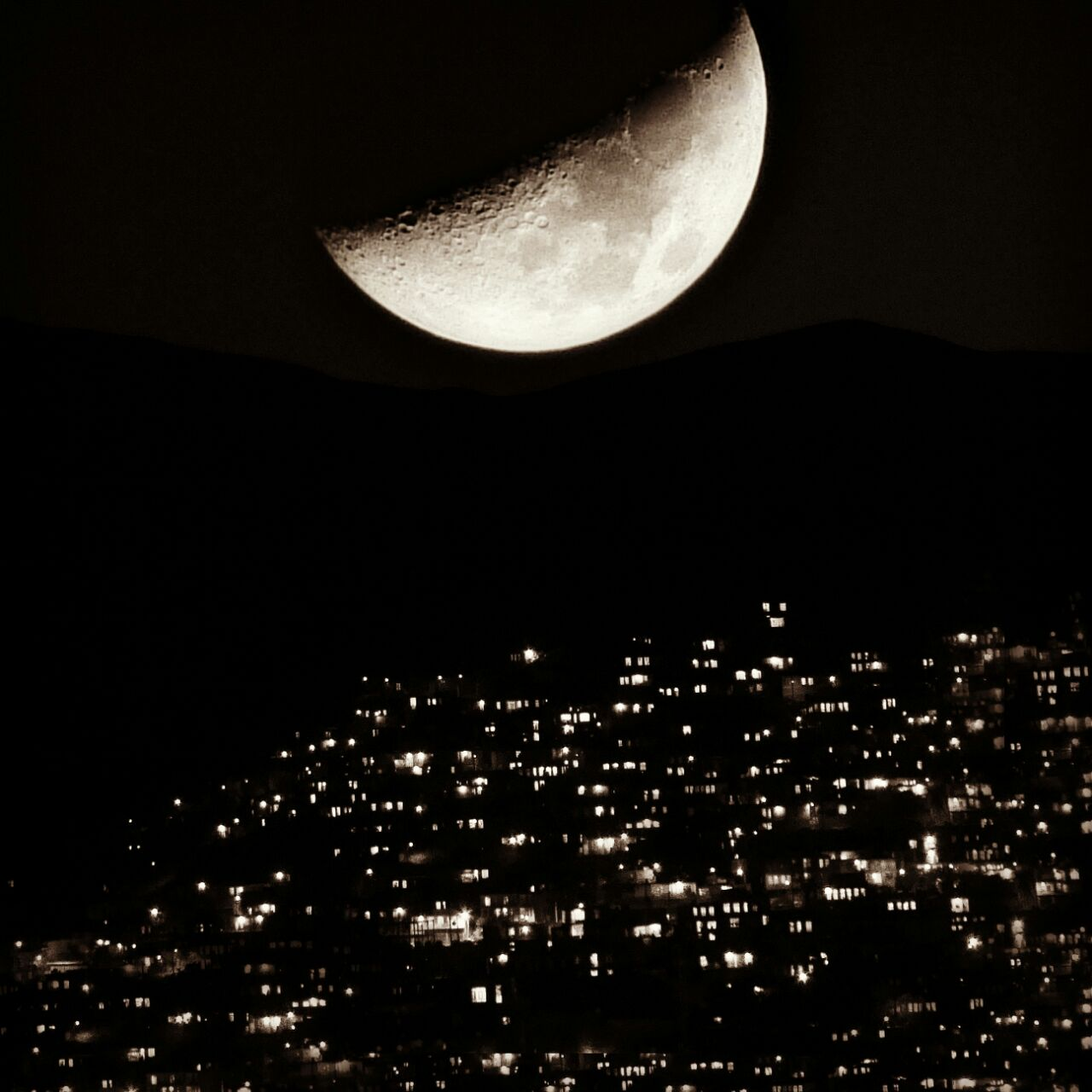
شبهای پاوه